# Савинский (Татарстан)
Савинский — посёлок в Алексеевском районе Татарстана. Входит в состав Ромодановского сельского поселения.

## География
Находится в западной части Татарстана на расстоянии приблизительно 30 км по прямой на юг от районного центра Алексеевское у речки Ромоданка.

## История
Основан в начале 1920-х годов.

## Население
Постоянных жителей было: в 1926 — 65, в 1938 — 75, в 1949 — 128, в 1958 — 181, в 1970 — 175, в 1979 — 154, в 1989 — 103, в 2002 — 101 (русские 38 %, чуваши 61 %), 85 — в 2010.